# Plaza del Carnaval y la Cultura
La plaza del Carnaval y la Cultura, también llamada plaza del Carnaval, es un espacio público en el centro de la ciudad colombiana de San Juan de Pasto, que acoge cada enero el Carnaval de Negros y Blancos.

## Proyecto urbanístico
La plaza del Carnaval de Pasto resultó de procesos de renovación urbana bajo el programa de gobierno inscrito por el alcalde.

## Críticas
La crítica más importante relativo a la realización de la plaza del Carnaval y la Cultura fue que no se han cumplido expectativas respecto de la recuperación de la seguridad en ese sector urbano.